# A Convict's Sacrifice
A Convict's Sacrifice è un cortometraggio muto del 1909 diretto da David Wark Griffith.

## Trama
Grazie a un amico, un ex galeotto ottiene un lavoro. Accidentalmente, uccide un altro operaio, finendo così in prigione. Evaso dal carcere, si costituisce di modo che l'amico possa ottenere il premio per la sua cattura.

## Produzione
Il film fu prodotto dalla Biograph Company e venne girato a Fort Lee, nel New Jersey.

## Distribuzione
Distribuito dalla Biograph Company, il film - un cortometraggio di una bobina - uscì nelle sale statunitensi il 26 luglio 1909. La pellicola, un positivo in 35 mm, viene conservata negli archivi della Library of Congress.